# Jimmy Davison
James Hawkins Davison (1 tháng 11 năm 1942 – 1987) là một cầu thủ bóng đá người Anh thi đấu ở vị trí tiền vệ chạy cánh cho Sunderland.